# Bert Wilson (Eishockeyspieler)
Bertwin Hilliard „Bert“ Wilson (* 17. Oktober 1949 in Orangeville, Ontario; † 28. Februar 1992 in Toronto, Ontario) war ein kanadischer Eishockeyspieler, der im Verlauf seiner aktiven Karriere zwischen 1967 und 1983 unter anderem 499 Spiele für die New York Rangers, St. Louis Blues, Los Angeles Kings und Calgary Flames in der National Hockey League (NHL) auf der Position des linken Flügelstürmers bestritten hat. Seine größten Karriereerfolge feierte Wilson jedoch in Diensten der Omaha Knights aus der Central Hockey League (CHL) mit dem Gewinn des Adams Cups in den Jahren 1970 und 1971 sowie mit den Buffalo Bisons aus der American Hockey League (AHL), mit denen er ebenfalls im Jahr 1970 den Calder Cup errang.

## Karriere
Wilson verbrachte seine Juniorenzeit ab 1967 bei den London Nationals in der Ontario Hockey Association (OHA), die ab der Saison 1968/69 unter dem Beinamen Knights firmierten. In seiner zweijährigen Zugehörigkeit zum Franchise absolvierte der linke Flügelstürmer 108 Partien, in denen ihm 48 Scorerpunkte gelangen. Obgleich seiner limitierten Spielweise in der Offensive wurde er aufgrund seiner physischen Präsenz auf dem Eis im NHL Amateur Draft 1969 bereits in der zweiten Runde an 23. Stelle von den New York Rangers aus der National Hockey League (NHL) ausgewählt.
Zur Spielzeit 1969/70 wechselte der kurz vor seinem 20. Geburtstag stehende Wilson in den Profibereich und wurde von den New York Rangers in den folgenden fünf Jahren nahezu ausschließlich in deren Farmteams in den Minor Leagues eingesetzt. Zunächst lief der Angreifer zwischen 1969 und 1971 zwei Spielzeiten lang für die Omaha Knights in der Central Hockey League (CHL) auf. Mit dem Team konnte er sich in beiden Jahren den Adams Cup, die Meisterschaftstrophäe der CHL, sichern. Ebenso kam er in der Saison 1969/70 in einer Playoff-Partie für die Buffalo Bisons in der American Hockey League (AHL) zum Einsatz, sodass er auch dort zum späteren Siegerteam des Calder Cups gehörte. Mit Beginn des Spieljahres 1971/72 stand Wilson dauerhaft in der AHL auf dem Eis. Dort war er bis zum Ende der Saison 1973/74 für die Providence Reds aktiv. In derselben Spielzeit feierte er auch sein NHL-Debüt. Insgesamt fünfmal kam er gegen Saisonende im Februar und März 1974 für die „Broadway Blueshirts“ zum Einsatz. In der Saison 1974/75 gehörte der Offensivspieler im Alter von 25 Jahren erstmals zum NHL-Stammkader der Rangers und bestritt 61 Partien.
Obwohl sich Wilson damit in der NHL etabliert hatte, hielten die Rangers nicht weiter an ihm fest und transferierten ihn im Juni 1975 gemeinsam mit Ted Irvine und Jerry Butler zu den St. Louis Blues, die im Gegenzug Bill Collins und John Davidson erhielten. In St. Louis fand der Kanadier aber zunächst keine neue sportliche Heimat, da er nach nur 45 Einsätzen im März 1976 erneut Teil eines Transfergeschäfts wurde. Mit den NHL-Transferrechten an Curt Brackenbury, der zu dieser Zeit in der World Hockey Association (WHA) spielte, wurde Wilson an die Los Angeles Kings verkauft. Bei den Kaliforniern verbrachte der Flügelspieler bis zum Sommer 1980 die erfolgreichsten vier Jahre seiner Karriere. Mit 23 Scorerpunkten absolvierte er in der Saison 1977/78 sein ertragreichstes Jahr in der Liga.
Im Juni 1980 wurde Wilson schließlich ein weiteres Mal transferiert und gemeinsam mit Randy Holt zu den Calgary Flames geschickt. Als Kompensation erhielten die Kings Garry Unger. Zurück in seiner kanadischen Heimat war dem Stürmer in der Spielzeit 1980/81 das Verletzungspech treu. Eine Infektion am Ellbogen führte im Februar 1981 zu einem längeren Krankenhausaufenthalt. Zudem wurde er bei seinem Comeback in den Stanley-Cup-Playoffs 1981 vom Stock eines Gegenspielers so unglücklich am Auge getroffen, dass er ebenfalls ausfiel. Die Flames verlängerten seinen auslaufenden Vertrag daraufhin nicht, sodass Wilson nach einem nicht erfolgreichen Probetraining bei den Edmonton Oilers Rücktrittsgedanken hegte. Im November 1981 unterzeichnete der Free Agent aber einen Vertrag bei seinem Ex-Team St. Louis Blues. Dort war er in den folgenden zwei Jahren für deren Kooperationspartner, die Salt Lake Golden Eagles, in der CHL aktiv, ehe er im Sommer 1983 seine aktive Karriere im Alter von 33 Jahren endgültig für beendet erklärte.
Wilson verstarb im Februar 1992 im Alter von 42 Jahren an den Folgen eines Magenkarzinoms in Toronto. Im Jahr 2013 wurde er posthum in die Shelburne & District Sports Hall of Fame aufgenommen, zu der sein Geburtsort Orangeville in der Provinz Ontario zugehörig ist.

## Erfolge und Auszeichnungen
- 1970 Adams-Cup-Gewinn mit den Omaha Knights
- 1970 Calder-Cup-Gewinn mit den Buffalo Bisons
- 1971 Adams-Cup-Gewinn mit den Omaha Knights
- 2013 Aufnahme in die Shelburne & District Sports Hall of Fame (posthum)

## Karrierestatistik
(Legende zur Spielerstatistik: Sp oder GP = absolvierte Spiele; T oder G = erzielte Tore; V oder A = erzielte Assists; Pkt oder Pts = erzielte Scorerpunkte; SM oder PIM = erhaltene Strafminuten; +/− = Plus/Minus-Bilanz; PP = erzielte Überzahltore; SH = erzielte Unterzahltore; GW = erzielte Siegtore; 1 Play-downs/Relegation; Kursiv: Statistik nicht vollständig)